# Валентин, Пауло
Пауло Анжело Валентин (порт. Paulo Ângelo Valentim; 20 ноября 1932, Барра-ду-Пираи — 9 июля 1984, Буэнос-Айрес), также известный как Паулиньо Валентин (порт. Paulinho Valentim) — бразильский футболист, нападающий. Первый футболист, забивший три гола в классическом дерби «Бока Хуниорс» — «Ривер Плейт».

«Мы должны были только довести мяч до штрафной, и Валентин завершит это за нас». Антонио Раттин

## Карьера
Пауло Валентин родился в семье футболиста, бывшего игрока «Атлетико Минейро» Кима Валентима, который после завершения карьеры был крупнейшим букмекером в городе Барра-ду-Пираи. Он начал карьеру в любительском клубе «Сентрал» из родного города, где выступал, одновременно работая служащим. Затем, в 1949 году, он перешёл в клуб «Гуарани» (Барра-ду-Пираи, где выступал 5 лет. В 1954 году Валентин перешёл, благодаря отцу, в «Атлетико Минейро», который предложил ему контракт на 1 тыс. песо. В «Атлетико» Валентин играл на позиции правого нападающего. С этой командой он три раза выигрывал чемпионат штата Минас-Жерайс.
В 1956 году Валентин перешёл в «Ботафого» за 1 млн долларов. Там он под руководством Жуана Салданьи стал чемпионом штата Рио-де-Жанейро, забив в финале турнира 5 голов в ворота «Флуминенсе» (счёт матча 6:2), последний мяч ударом через себя в падении, этот титул клуб не выигрывал с 1948 года. В том чемпионате Валентин стал лучшим бомбардиром, забив 22 гола. Всего за «Ботафого» Валентин забил 135 голов в 206 матчах. Салданья говорил про Валентина: «Паулиньо — танк, но с интеллектом. Он не просто переезжает защитников соперника. Он играет с мыслью, и никогда не покидает штрафную площадку, поскольку знает, всегда может быть отскок».
В 1959 году Валентин впервые был вызван в состав сборной Бразилии, которая принимала участие в чемпионате Южной Америки. На турнире он провёл 5 матчей и забил 5 голов, из них три он забил в ворота сборной Уругвая и два в ворота сборной Боливии. До этого турнира он числился кандидатом на поездку на чемпионат мира 1958, но ему помешала травма лодыжки. Сам Валентим назвал другую причину того, что не поехал на турнир, сказав: «Я не поехал, потому что Алтафини и Вава были лучше меня».
В 1960 году Валентин перешёл в аргентинский клуб «Бока Хуниорс», заметивший игру бразильца на южноамериканском первенстве. Там он составил дуэт нападения с ветераном Эрнесто Грильо, который больше ассистировал бразильцу. Валентим стал с «Бокой» двукратным чемпионом Аргентины. Трижды, в 1961 (24 гола), 1962 (19 голов) и 1964 году (10 голов) он становился лучшим бомбардиром клуба. 12 ноября 1961 года Валентин забил 3 гола в матче дерби «Бока Хуниорс» — «Ривер Плейт» (победа «Боки» 3:1), став первым игроком, забившим 3 гола в одном матче этого противостояния. Всего в этом дерби Валентим забил 10 голов (8 из них в ворота Амадео Каррисо, одного из лучших голкиперов в истории южноамериканского футбола) в 7-ми матчах, до сих пор являясь самым результативным игроком в истории встреч этих команд. За «Боку» Валентин провёл 115 матчей и забил 71 гол (105 матчей в чемпионате и 67 голов). Болельщики «Хуниорс» придумали персональную кричалку для Валентина:
¡Tim, tim, tim! ¡Es gol de Valentim! (Тим, тим, тим! Гол забил Валентин!)
В 1965 году Валентин, голевая результативность которого упала (10 голов в 21 игре), принял решение вернуться в Бразилию Он перешёл в клуб «Сан-Паулу». Затем недолго поиграл в Мексике, в клубе «Атланте», а завершил карьеру в команде «Архентино де Кильмес» во втором дивизионе чемпионата Аргентины.
После завершения карьеры игрока Валентин долгое время был вне футбола. Он был вынужден работать в портовых доках. В 1978 году он благодаря финансовой помощи друзей, купивших ему билеты, смог уехать в Аргентину, где начал тренерскую деятельность, которая, впрочем, ограничилась юношеской командой «Боки Хуниорс» и юношеской сборной Аргентины. В 1980-х годах Валентин остался без средств к существованию и заболел тяжёлой болезнью сердца и гепатитом, развившимися из-за чрезмерного курения и потребления спиртных напитков бывшим игроком. Он умер в возрасте 51 года. Клуб «Бока Хуниорс» оплатил расходы на погребение.

## Личная жизнь
Пауло Валентин был женат на девушке Хилде «Фуракан» (Ураган), работавшей проституткой, с которой познакомился в Белу-Оризонти. Во время церемонии бракосочетания священник сказал несколько неприятных слов о Хилде, и лишь помощь тренера Салданьи спасла святого отца от того, чтобы Валентин не ударил его. Характер и жизнь жены Валентина стали прообразом Хильды Миллер, которую описал в своём романе «Неукротимая Хильда» писатель Роберт Драммонд; позже по этому роману был снят одноимённый сериал. Во время выступления Пауло Валентина за «Боку Хуниорс» Хилда считалась первой леди клуба, её называли «Синьора Валентин», для неё на стадионе в ложе для почётных гостей имелось персональное место. Во время пребывания мужа в Мексике, когда из-за плохого состояния Валентина он не играл за клуб и не зарабатывал, Хилда предложила ему, чтобы она вернулась к своей предыдущей профессии, но муж резко отказал.

## Интересные факты
Во время матча «Бока Хуниорс» — «Ривер Плейт», победитель которого занимал бы за тур до финиша первое место в чемпионате Аргентины, «Бока» выигрывала 1:0 благодаря голу с пенальти Валентина. За несколько минут до конца матча был назначен пенальти в ворота «Боки», которую не устраивала ничья: при равном счёте «Ривер», имевший на очко больше, продолжал бы лидировать. Валентин, по словам защитника «Хуниорс» Сильвио Марсолини, обратился к небесам и дал клятву, что если пенальти забит не будет, то он пешком пройдёт путь от своего дома до церкви Сан-Игнасио де Лойола в Буэнос-Айресе и даст первому попавшемуся нищему 10 тысяч песо. Голкипер «Боки Хуниорс» Антонио Рома пенальти отбил. На следующее утро Валентин дошёл пешком до церкви и дал там 10 000 песо бабушке, которая первой попросила у него монетку. Пожилая женщина взяла деньги и убежала.

## Достижения

### Командные
- Чемпион штата Минас-Жерайс: 1954, 1955, 1956
- Чемпион штата Рио-де-Жанейро: 1957
- Чемпион Аргентины: 1962, 1964

### Личные
- Лучший бомбардир штата Сан-Паулу: 1957 (22 гола)